# Ptilinopus richardsii
Ptilinopus richardsii е вид птица от семейство Гълъбови (Columbidae).

## Разпространение
Видът е разпространен в Соломоновите острови.